# Tengiz Lacus
Il Tengiz Lacus è una struttura geologica della superficie di Titano.